# Bronisław Dobrzański
Bronisław Dobrzański (ur. 10 listopada 1898 w Złoczowie, zm. 27 lutego 1976 w Warszawie) – polski prawnik, prezes Izby Cywilnej Sądu Najwyższego od 18 grudnia 1956 do 23 stycznia 1958, kapitan rezerwy artylerii

## Życiorys
W 1916 ukończył gimnazjum im. Stefana Batorego we Lwowie. W latach 1916–1918 walczył w armii austriackiej na Węgrzech i na froncie alpejskim we Włoszech. Powrócił do Polski z armią gen. Józefa Hallera. Odniósł ranę w wojnie polsko-bolszewickiej. Przeszedł do rezerwy 1 kwietnia 1921. W latach 1921–1924 studiował prawo na Uniwersytecie Lwowskim, uzyskując doktorat. W 1924 poślubił Janinę Stellę z Zawadowskich. Od 1925 do 1932 był sędzią Sądu Okręgowego w Poznaniu, gdzie specjalizował się w sprawach cywilnych i handlowych, od 26 października 1932 – Sądu Apelacyjnego w Poznaniu, zaś od 31 grudnia 1936 – Sądu Najwyższego. Posiadał tytuł mistrza Poznania w tenisie. W okresie pracy w Poznaniu mieszkał z żoną w dworku w Puszczykowie. W stopniu kapitana artylerii dowodził 2 baterią 41 dywizjonu artylerii lekkiej w obronie Warszawy w 1939. Przebywał w oflagach Itzehoe, Sandbostel, Lubeka i (od 1942) Woldenberg w Dobiegniewie. Podczas pobytu w oflagach wygłaszał wykłady na tematy prawnicze i religijne oraz zabiegał u władz obozowych o zapewnienie praktyk religijnych kolegom.
Od 1945 do 1962 ponownie zasiadał w Sądzie Najwyższym. W 1956 został jego prezesem i szefem Izby Cywilnej. Wraz z m.in. Władysławem Wolterem, księdzem Władysławem Padaczem i Wiesławem Chrzanowskim współorganizował Pierwszą Ogólnopolską Pielgrzymkę Prawników na Jasną Górę 3 i 4 listopada 1957. W związku z tym został odwołany z funkcji prezesa. Był także członkiem Komisji Kodyfikacyjnej Prawa Cywilnego przy Ministrze Sprawiedliwości oraz konsultantem poprawek do projektu kodeksu rodzinnego i opiekuńczego zgłoszonych w Sejmie przez Koło Poselskie Znak w Sejmie PRL III kadencji. Udzielał się w Duszpasterstwie Prawników Archidiecezji Warszawskiej i Komisji Prawnej Episkopatu Polski. 
W 1968 został udekorowany medalem Pro Ecclesia et Pontifice przez biskupa Jerzego Modzelewskiego. Spoczywa na cmentarzu Powązkowskim w Warszawie (kwatera 27 wprost, rząd 3, grób 16).
W 1993 na wniosek Okręgowej Rady Adwokackiej w Warszawie imię Dobrzańskiego otrzymała ulica na warszawskiej Woli łącząca ulicę Ogrodową z aleją Solidarności. W uroczystości nadania nazwy uczestniczyli m.in. Jan Olszewski, Andrzej Stelmachowski, Adam Strzembosz, Zofia Wasilkowska i Maciej Bednarkiewicz. Okolicznościową mszę świętą odprawił biskup pomocniczy warszawski Marian Duś.

## Odznaczenia
- Krzyż Kawalerski Orderu Odrodzenia Polski – w 10 rocznicę Polski Ludowej za zasługi w pracy zawodowej jako sędzia Sądu Najwyższego[5] (1954)

## Publikacje
- Komentarz do prawa rodzinnego (Warszawa, Spółdzielnia Wydawnicza "Prawo" 1947)
- Kodeks postępowania cywilnego. Komentarz, tom I-II (, Warszawa, Wydawnictwo Prawnicze 1969)
- Kodeks rodzinny i opiekuńczy: komentarz (praca zbiorowa pod red. Bronisława Dobrzańskiego i Jerzego Ignatowicza, Warszawa, Wydawnictwo Prawnicze 1974)